# Dexter Davis
(en) Statistiques sur pro-football-reference
(en) Statistiques sur statscrew
Dexter Alexander Davis (né le 10 novembre 1986 à Greensboro) est un joueur américain de football américain et de football canadien.

## Carrière

### Université
Davis entre à l'université d'État de l'Arizona et débute cinquante, ce qui est le record de l'université, et finit troisième au classement des sacks de son université avec trente-et-un derrière Terrell Suggs avec quarante-quatre et Shante Carver avec quarante-et-un. Durant sa carrière universitaire, il fait 136 tacles et dix fumbles provoquées. Pour sa dernière saison, il est nommé dans l'équipe de la saison de la conférence Pac-10.

### Professionnel
Dexter Davis est sélectionné au septième tour du draft de la NFL de 2010 par les Seahawks de Seattle au 236e choix. Il signe son contrat avec Seattle le 19 juin 2010.
Davis s'illustre lors des matchs de pré-saison, effectuant un sack contre les Titans du Tennessee le 14 août 2010 et un sack qui entraine un fumble contre les Packers de Green Bay la semaine suivante. Lors de la saison régulière, Davis fait un sack, un fumble récupéré ainsi que sept tacles.